# St Michael, Hertfordshire
St Michael är en civil parish i Storbritannien.   Den ligger i distriktet St Albans i grevskapet Hertfordshire i England, i den södra delen av landet, 30 km nordväst om huvudstaden London. Antalet invånare är 494. Arean är 21,2 kvadratkilometer.
Terrängen i St Michael är platt.